# 230 Est 3501 à 3890

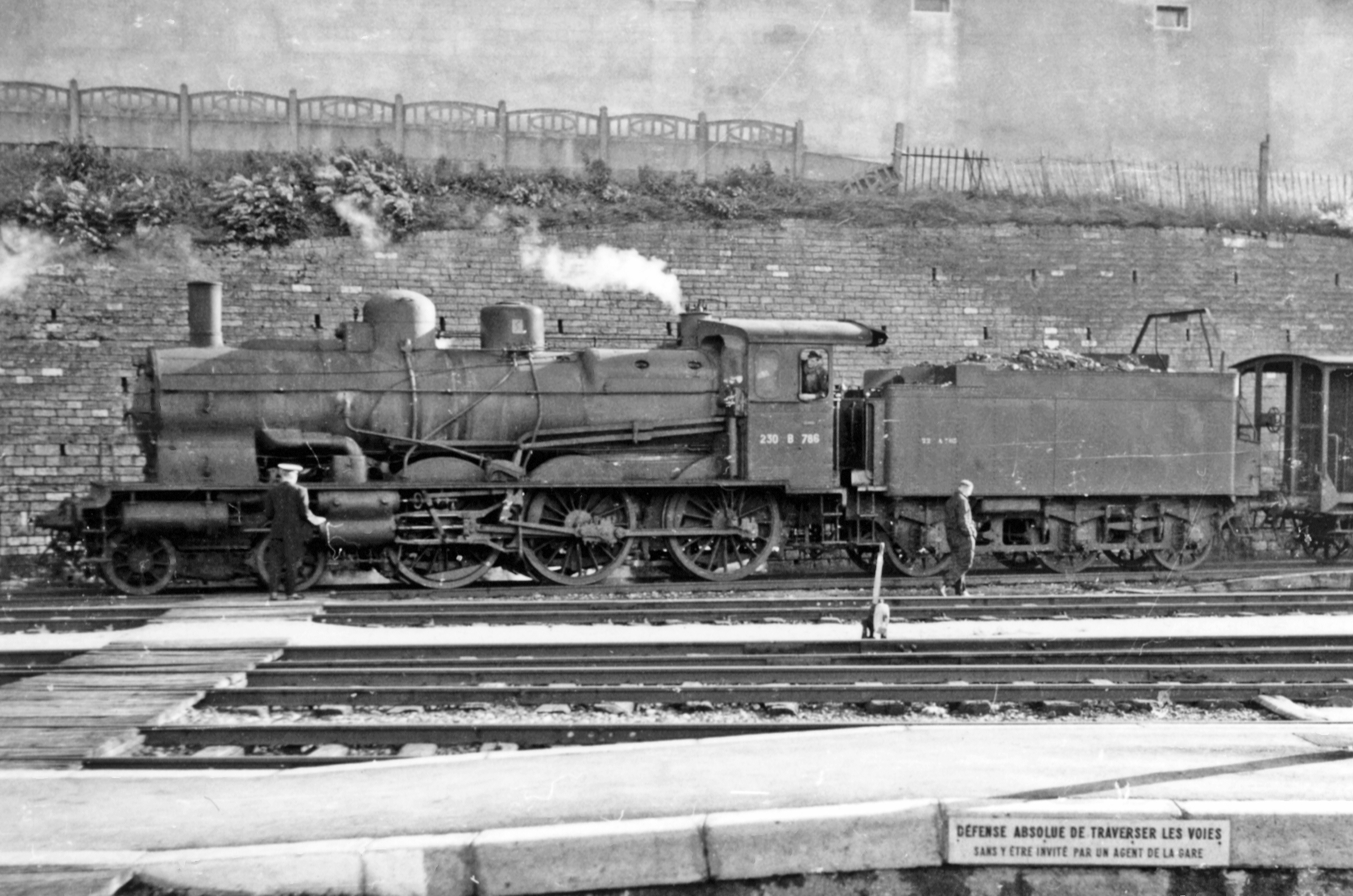
La 230 B 786 à Chaumont en 1958.

Les Ten wheel série 11, série 11s et série 11s bis numéros 3501 à 3890 sont des locomotives à vapeur construites pour la Compagnie des chemins de fer de l'Est. Cette série, de disposition d'essieux 230, qui est la continuation des 230 Est 3401 à 3500 (futures 1-230 A 401 à 500), fut construite à 390 exemplaires entre 1901 et 1912.
En 1938 les 388 machines devinrent les 1-230 B 501 à 890 à la SNCF car ont déjà été rayées des inventaires les 3564 et 3567.

## Construction
Cette série de locomotives fut construite en 18 lots par plusieurs constructeurs :
- 3501 à 3520 en 1901 par la société J.A. Maffei de Munich
- 3521 à 3550 en 1901 par la société Schneider et Cie au Creusot
- 3551 à 3580 de 1902 à 1903 par les ateliers de la Compagnie à Épernay
- 3581 à 3610 en 1904 par les ateliers de la Compagnie à Épernay
- 3611 à 3625 de 1906 à 1907 par la société Schneider au Creusot
- 3626 à 3640 en 1907 par la Société alsacienne de constructions mécaniques à Belfort
- 3641 à 3660 de 1907 à 1908 par la société Schneider au Creusot
- 3661 à 3680 de 1907 à 1908 par la société Schneider au Creusot
- 3681 à 3710 de 1907 à 1908 par la Société Franco-Belge[Où ?]
- 3711 à 3730 en 1907 par la société Henschel à Cassel
- 3731 à 3740 en 1908 par la société Henschel à Cassel
- 3741 à 3770 en 1908 par la société Hartmann de Chemnitz en Saxe
- 3771 à 3790 en 1911 par la Société de construction des Batignolles à Nantes
- 3791 à 3810 de 1911 à 1912 par la SACM à Belfort
- 3811 à 3830 en 1911 par la société Schneider au Creusot
- 3831 à 3850 en 1912 par la société Fives-Lille
- 3851 à 3870 en 1912 par la Société Franco-Belge[Où ?]
- 3871 à 3890 en 1912 par la société Blanc-Misseron

## Description
Par rapport à leurs devancières, les 3401 à 3500, ces machines en avaient gardé l'aspect général mais présentaient des différences.
Comme ces dernières, elles disposaient d'un moteur compound à quatre cylindres de type « Du Bousquet-De Glehn ». Le foyer était de type « Belpaire » et l'échappement à valves pour les premières machines mais il fut vite remplacé par un trèfle à 3 jets.
La distribution était du type « Walschaerts » mais contrairement à la série précédente qui possédait des tiroirs plans et des cylindres haute pression (HP) inclinés, elles étaient munies de tiroirs cylindriques sur les 3501 à 3520 et 3581 à 3610 les 3611 à 3790, ainsi que les 3791 à 3890, dont le diamètre des cylindres HP était légèrement plus grand[réf. nécessaire], tandis que les 3521 à 3580 furent construites avec des tiroirs plans.
Toutes avaient des tiroirs agrandis et des sections de passage pour la vapeur plus larges. Cette fois-ci, les cylindres HP étaient horizontaux et le tablier était légèrement relevé en raison de la plus grande taille des nouveaux cylindres et de leurs tiroirs.
Le bogie n'était plus à longerons extérieurs et avait un déplacement latéral de + ou - 50 mm. Il était freiné pour les 3581 à 3610 avec 8 sabots, qui furent ramenés à 4 comme pour les 3611 à 3890 ; pour les 3501 à 3580 il n'était toujours pas freiné. Comme pour les 230 3401 à 3500, un appareil de démarrage permettait d'isoler les cylindres BP et de mettre les HP à l'échappement à la manière d'un moteur à simple expansion.
Pour la première fois apparut sur le réseau les cabines dites « coupe-vent » mais, durant la Seconde Guerre mondiale, il fut procédé à une échancrure au niveau de la cuvette des soupapes, avec mise en place de trois tôles verticales pour boucher le trou, afin d’éviter, lors de mitraillage sur ces organes vulnérables, des brûlures sur les agents de conduites.

## Utilisation et service
D'origine, seules les 3791 à 3890 bénéficiaient de la surchauffe mais avant 1912 toutes les autres, à l'exception des 3534, 3538, 3549, 3555, 3561, 3563, 3564, 3567, 3568, 3569, 3579 et 3580, en furent équipées par les ateliers de la Compagnie des chemins de fer de l'Est situés à Épernay. De cette modification découlent les séries avec la série 11 pour les machines d'origine dépourvues de surchauffe, la série 11s pour les machines avec surchauffe et la série 11s bis pour les machines transformées. Une autre transformation effectuée en même temps concerna les distributions, avec le passage de tiroirs plans pour les 3521 à 3580 aux tiroirs cylindriques, comme pour le reste de la série, sauf pour les machines ne bénéficiant pas de la transformation pour la surchauffe, les tiroirs plans n'étant pas adaptés à la vapeur surchauffée.
Une partie des locomotives de la série 3501 à 3790 fut dotée de cylindres HP agrandis, identiques à ceux des 3791 à 3890.
En 1932 il fut décidé de procéder à une modernisation de 36 machines à la suite des travaux d'André Chapelon. Ces machines bénéficièrent de la mise en place d'un échappement à trèfle à six jets de type « Bourges » et de l'application de grands écrans pare-fumées dont le dessin est typique de l'Est. Cette modernisation améliora quelque peu le rendement des machines.
Ces 400 machines ont constitué la plus importante série de Ten wheel françaises. Elles partageaient avec les 230 Est 3103 à 3280 (futures 1-230 J entre 108 et 219) et les 230 Est 230 103 à 230 280 (futures 1-230 K entre 103 et 280) la plus aboutie des expressions des machines de la Compagnie des chemins de fer de l'Est. Ces excellentes machines, peu coûteuses en entretien et en combustible, et ayant une très bonne liberté d'allure tout en étant très appréciées du personnel, furent de tous les dépôts de l'ancienne Compagnie des chemins de fer de l'Est, et se retrouvèrent même sur le territoire de l'ex-réseau ferroviaire d'Alsace-Lorraine (AL), à remorquer tous types de trains.
Les premières réformes commencèrent en 1951 avec les 12 machines dotées de tiroirs plans et la dernière machine, la 1-230 B 759 du dépôt de Sarrebourg fut réformée le 25 mai 1967 ce qui tend à prouver que certaines machines connurent une longévité remarquable.

## Tenders
Les tenders qui leur étaient accouplés furent de plusieurs types :
- des tenders à 2 essieux contenant 13 m3 d'eau et 7 t de charbon pour les locomotives 3501 à 3598 immatriculés 4002 à 4090 puis 1-13 C 2 à 90
- des tenders à 3 essieux contenant 20 m3 d'eau et 6 t de charbon mais différents par l'entraxe des essieux pour les locomotives 3599 à 3690 :
  - immatriculés 1801 à 1840 puis 1-20 A 1 à 40
  - immatriculés 1841 à 1872 puis 1-20 A 41 à 72
  - immatriculés 3581 à 3601 puis 1-20 A 81 à 101
- et enfin des tenders toujours à 3 essieux mais contenant 22 m3 d'eau et 8 t de charbon pour les locomotives 3691 à 3890 immatriculés 3691 à 3890 puis 1-22 A 691 à 890

## Caractéristiques
- Pression de la chaudière : 16 kg/cm2
- Surface de grille : 2,56 m2
- Surface de chauffe : 205 m2 (origines) ou de 140 m2 à 150 m2 (transformées)
  - 166 m2 pour les 3501 à 3790 d'origine
  - de 128 m2 à 131 m2 pour les 3501 à 3790 transformées
  - de 131 m2 à 139 m2 pour les 3791 à 3890
- Surface de surchauffe : de 28,9 m2 à 38,48 m2 selon le type
- Diamètre et course des cylindres HP :
  - 350 mm × 640 mm pour les 3501 à 3790 d'origine et une partie des 3501 à 3790 modifiées
  - 370 mm × 640 mm pour les 3791 à 3890 d'origine et une partie des 3501 à 3790 modifiées
- Diamètre et course des cylindres BP : 550 mm × 640 mm
- Diamètre des roues du bogie : 920 mm
- Diamètre des roues motrices : 1 750 mm
- Masse à vide : de 59 t à 65 t
- Masse en ordre de marche : de 65 t à 72 t
- Masse adhérente : 47 t à 51 t
- Longueur hors tout : 11,205 m
- Masse du tender en ordre de marche : sera mis plus tard
- Masse totale : 69,941 t[2]
- Longueur totale : 18,838 m (3831 à 3890)
- Vitesse maxi en service : 110 km/h

## Anecdotes
- La locomotive n° 3610, qui était alors la plus récente de la série en service, participa à l’Exposition universelle de 1905 à Liège[3].
- Les 1-230 B et le cinéma : les 1-230 B furent les vedettes du film Le Train tourné par John Frankenheimer en 1964 et notamment la 1-230 B 517 conduite par Michel Simon.